# 岩崎弥一
岩崎 弥一（いわさき やいち、1964年 - ）は、日本の実業家、アルカスコーポレーション株式会社代表取締役社長、南砺市商工会副会長。

## 人物・経歴
1964年、富山県生まれ。小学2年時から東京に居住。1988年3月、立教大学卒業。同年4月、大和証券入社。
1990年から1993年まで、萩山教厳代議士、鈴木宗男代議士の議員秘書を歴任。
1995年、岩崎建設株式会社に入社し、取締役に就任。1997年、同社代表取締役に就任。
2009年に社名をアルカスコーポレーション株式会社に改名し、2010年から経営者として既存の建設事業、不動産事業に加え、土地活用商品としてサービス付き高齢者向け住宅を手掛け始め、2015年から障害者グループホーム事業を開始した。
また、2009年に南砺市商工会理事に就任し、2018年から副会長を務める。

## 主な著作
- 『安定した収益&社会的意義を両立 福祉施設経営のススメ』幻冬舎 2021年11月16日